# Bataille de Minisink
Guerre d'indépendance des États-Unis
La bataille de Minisink est une bataille de la guerre d'indépendance américaine menée à Minisink Ford, dans l'État de New York, le 22 juillet 1779. C'est la seule escarmouche majeure de la guerre d'indépendance menée dans le nord de la vallée du Delaware. La bataille fut une victoire britannique décisive, car la milice coloniale fut assemblée à la hâte, mal équipée et inexpérimentée.

## Le raid de Brant
Bien que les forces britanniques aient été largement concentrées sur l'île de Manhattan, Joseph Brant, un chef de guerre mohawk et capitaine dans l'armée britannique, a été envoyé avec ses volontaires en quête de provisions, pour recueillir des renseignements sur le Delaware dans les environs de Minisink, et pour perturber la campagne américaine de Sullivan.
Ce dernier avait reçu en juillet 1779, l'appui des forces de Casimir Pulaski qui s'étaient déplacées en Pennsylvanie, laissant une grande partie de la vallée du Delaware sans défense. Brant conduisit sa force de raiders loyalistes et iroquois à travers la vallée dans le but de s'emparer des approvisionnements et de démoraliser les colons. Les forces de Brant étaient de 60 Amérindiens et 27 Britanniques déguisés en Amérindiens à la poursuite. Le 20 juillet, Brant atteint Peenpack qu'il attaque immédiatement, forçant les colons à fuir vers des zones plus peuplées. Son raid fut un succès écrasant et, laissant Fort Decker et la colonie en ruines, Brant et sa force continuèrent vers le nord le long du fleuve Delaware. 

## Bataille de Minisink
Plus tard dans la journée, les rescapés de Peenpack atteignent le village de Goshen et relatent le raid de Brant et la destruction de la ville. Une milice se forme immédiatement sous le commandement réticent du lieutenant-colonel Benjamin Tusten. Tusten était opposé à la poursuite des raiders, car il savait que les miliciens ne seraient pas assez expérimentés pour affronter des soldats britanniques et iroquois, et il a suggéré d'attendre des renforts de l'armée continentale. Cependant, la majorité de la population exigèrent des représailles immédiates. Le lendemain matin, Tusten reçoit le renfort des éléments du quatrième régiment du comté d'Orange dirigé par le colonel John Hathorn. Hathorn prit le commandement et marcha pour le Delaware avec une force d'environ 120 minutemen.
Le matin du 22 juillet, la milice s'installa dans les collines au-dessus du fleuve Delaware, avec l'intention d'embusquer les forces de Brant lorsqu'ils traverseraient à Minisink Ford. Cependant un combattant milicien a tiré prématurément sur un éclaireur amérindien du parti de Brant éventant le piège. Hathorn ne parvint pas à regrouper ses hommes pour une contre-attaque dont certains ont été forcés de battre en retraite, laissant le reste de la milice encerclé et en infériorité numérique. Après plusieurs échanges de tirs, la bataille se transforme en combats au corps à corps au cours desquels les Iroquois excellent. Au moins 48 miliciens ont été tués, dont Tusten lui-même. Les hommes de Brant ne firent aucun quartier aux blessés et prisonniers, tuant et scalpant plus de 40 d'entre eux. Les forces de Brant ne perdirent que sept hommes. Bien que gravement blessé, Hathorn survécut. 
Le raid de Brant ne parut pas perturber la campagne de Sullivan et trois semaines plus tard, l'armée continentale envoya 3 000 soldats dans le nord de l'État de New York, détruisant tous les villages iroquois sur leur passage. Brant fut finalement défait à la fin du mois d'août à la bataille de Newtown.

## Source
- (en) Cet article est partiellement ou en totalité issu de l’article de Wikipédia en anglais intitulé « Battle of Minisink » (voir la liste des auteurs).